# Präfrontaler Cortex
Der präfrontale Cortex oder lateinisch Cortex praefrontalis ist ein Teil des Frontallappens der Großhirnrinde (Cortex cerebri). Er befindet sich an der Stirnseite des Gehirns und ist eng mit den sensorischen Assoziationsgebieten des Cortex, mit subcorticalen Modulen des limbischen Systems und mit den Basalganglien verbunden.

## Anatomie

Präfrontaler Cortex in der lateralen Aufsicht auf die linke Großhirnhemisphäre mit Nummerierung der Brodmann-Areale.

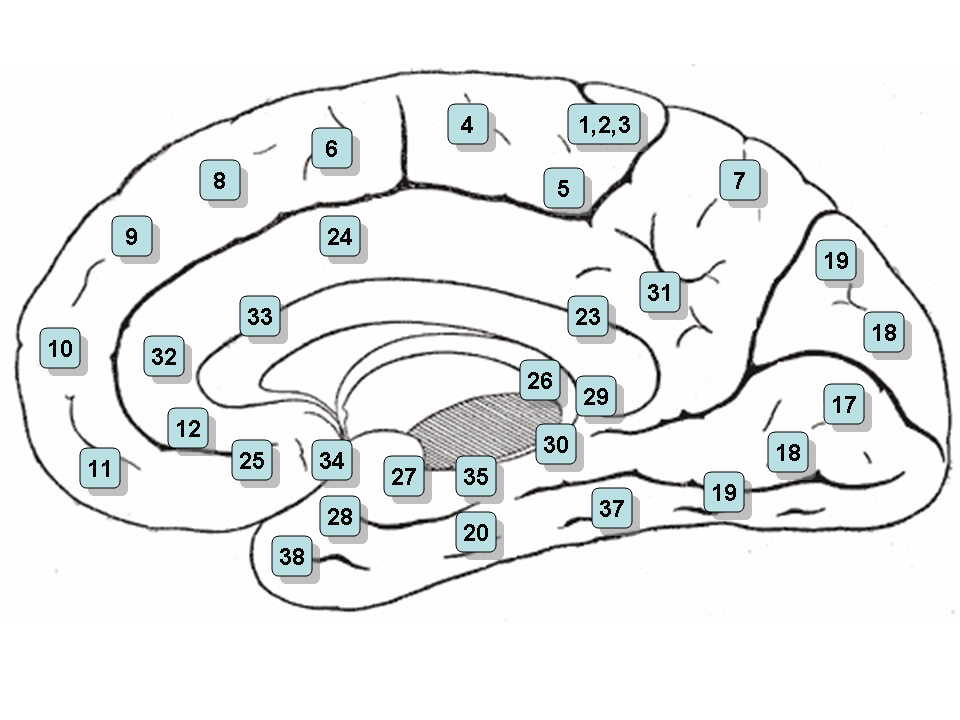
Mediale Ansicht mit Nummerierung der Brodmann-Areale.

Den präfrontalen Cortex kann man in einen orbitofrontalen, medialen und lateralen Anteil gliedern; der laterale präfrontale Cortex wird in dorsolaterale und ventrolaterale Bereiche unterteilt.
Die Funktionen einzelner Anteile des präfrontalen Cortex sind Gegenstand klinischer Forschung. Topografisch werden unterschieden:
1. der VLPFC – ventro-lateraler präfrontaler Cortex, Brodmann-Areal (BA) 45 + laterale Anteile von BA 47/12
2. der DLPFC – dorso-lateraler präfrontaler Cortex, BA 9/46
3. ein frontopolarer oder anteriorer präfrontaler Bereich (anteriorer PFC, BA 10)
4. ein orbitofrontaler Bereich (OFC, BA 10, 11, 47/12, 13, 14, ventrale Anteile des BA 45)
5. der FMPFC – fronto-medialer präfrontaler Cortex, insbesondere der anteriore cinguläre Cortex (ACC; BA 24, 25)
6. der VMPFC – ventro-medialer präfrontaler Cortex (Siehe: Somatic marker hypothesis)
7. frontales Augenfeld (BA 8)
8. das sprachmotorische Broca-Areal (BA 44)

## Funktionen
Der präfrontale Cortex empfängt sensorische Signale und steht in korrelativem Zusammenhang mit der Integration von Gedächtnisinhalten und emotionalen Bewertungen. Auf dieser Basis besteht weiterführend ein korrelatives Verhältnis zwischen präfrontaler Hirnaktivität und der Handlungsplanung. Die Funktionen und Prozesse präfrontaler Hirnstrukturen werden als notwendige Bedingungen für eine situationsangemessene Handlungssteuerung und der Regulation emotionaler Prozesse angesehen. Bereits 1980 entwickelte Tim Shallice und andere ein Modell der Aufmerksamkeitskontrolle. Danach laufen manche Handlungen automatisch ab, andere brauchen jedoch bewusste Kontrolle. Es gibt Situationen, in denen verschiedene Ziele miteinander in Konflikt geraten. Das Modell besteht aus zwei Strukturen, dem Supervisory Attentional System (SAS) und dem Contention Scheduler (CS). Das SAS ist begrenzt. Es wird benötigt für Planung und Entscheidungen, für neue Aufgaben und um Gewohnheiten zu überwinden. Der CS ist in hochautomatisierten Situationen aktiv. Der präfrontale Cortex ist der Sitz des SAS, wobei dieses ein weit verzweigtes Netzwerk ist.

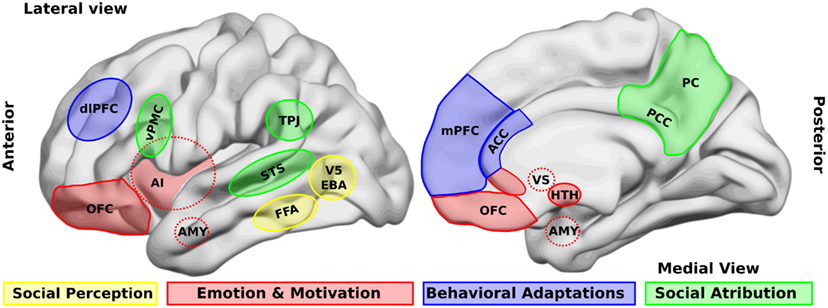
Areale und Funktionen des präfrontalen Cortex

Funktionen und Aufgaben des Präfrontalen Cortex sind unter anderem:
- Wichtiges Zentrum des Arbeitsgedächtnisses
- Vorwegnahme der Konsequenzen von Handlungen
- Mitwirkung an der Handlungssteuerung
- Planung von zukünftigen Handlungen
- Problemlösen[4]
- Emotionsregulation
- Selbstkontrolle[5]
- Steuerung von Risiken und Angst
- Mitwirkung an subjektiver Bewertung, Moralbewertungen und Empathie[6]
- Mitwirkung am default mode network[7]: Ruhezustandsnetzwerk (entspannen, tagträumen)

## Folgen von Verletzungen
Präfrontale Läsionen können u. a. folgende Konsequenzen haben (siehe Frontalhirnsyndrom):
- Zerfall des Kurzzeitgedächtnisses und der Langzeitplanung,
- Entscheidungsunfähigkeit (Abulie),
- Perseveration und Inflexibilität im Verhalten
- v. a. bei orbitofrontalen Läsionen starke Persönlichkeitsveränderungen (emotionale Verflachung, Triebenthemmung, situationsunangemessene Euphorie, Missachtung sozialer Normen (Pseudopsychopathie))

Neben Verletzungen durch Schädel-Hirn-Traumata (siehe Phineas Gage) gibt es auch degenerative Erkrankungen (Morbus Pick), die vorwiegend die präfrontale Rinde betreffen. Tests haben ergeben, dass sich die Impulskontrolle mit Magnetfeldern reduzieren lässt.